# جاپ مالا
جاپامالا یا مالا (سانسکریت: माला؛ mālā، به معنای " گل بند " رشته‌ای از مهره‌های نیایش است که معمولاً در هندوئیسم، جینیسم، سیکیسم، بودیسم و شینتو استفاده می‌شود. برای تمرین معنوی که در سانسکریت به جاپا. آنها شبیه سایر اشکال مهره‌های نیایش هستند که در ادیان مختلف جهان مورد استفاده قرار می‌گیرند و بعضی اوقات در انگلیسی به عنوان "رزاری" خوانده می‌شوند.

## تاریخچه
منشأ این مهره‌ها ناشناخته است، و استفاده از مهره‌ها برای شمارش یک عمل فراگیر در فرهنگ‌های باستان بوده‌است. در ادبیات چینی پیش از معرفی بودیسم در دوره سلسله هان، هیچ اشاره ای به مالاها صورت نگرفته‌است، و این نشان می‌دهد که این شیوه از هندوستان به چین گسترش یافته و ممکن است در آنجا سرچشمه گرفته باشد. هیچ اشاره ای به مالا در آگماها یا پالی نیکایاها طورت نگرفته‌است، که به‌طور کلی به عنوان قدیمی‌ترین ادبیات بودایی در نظر گرفته می‌شوند، و مشخص نیست که آیا استفاده از آنها از بودایی‌ها یا از برهمن، جین، یا جامعه مذهبی هندی دیگر سرچشمه گرفته‌است. مالاها ممکن است در اوایل هنر برهمانی و هندو به عنوان بخشی از لباس خدایان یا نمازگزاران ظاهر شود، اما تمایز آن از گردنبندهای تزئینی یا تزئینات دشوار است. اولین تصویر واضح و روشن از یک مالا نشان می‌دهد که به عنوان ابزاری برای تلاوت استفاده می‌شود، به جای اینکه یک گردنبند یا دکوراسیون باشد، از یک تصویر بدیشتاتوا ساخته شده در دوران سلسله شمالی وی در چین در قرن چهارم و ششم در است، این مالا در دست گرفته شده استبجای پوشیده شدن.

## طریقه استفاده

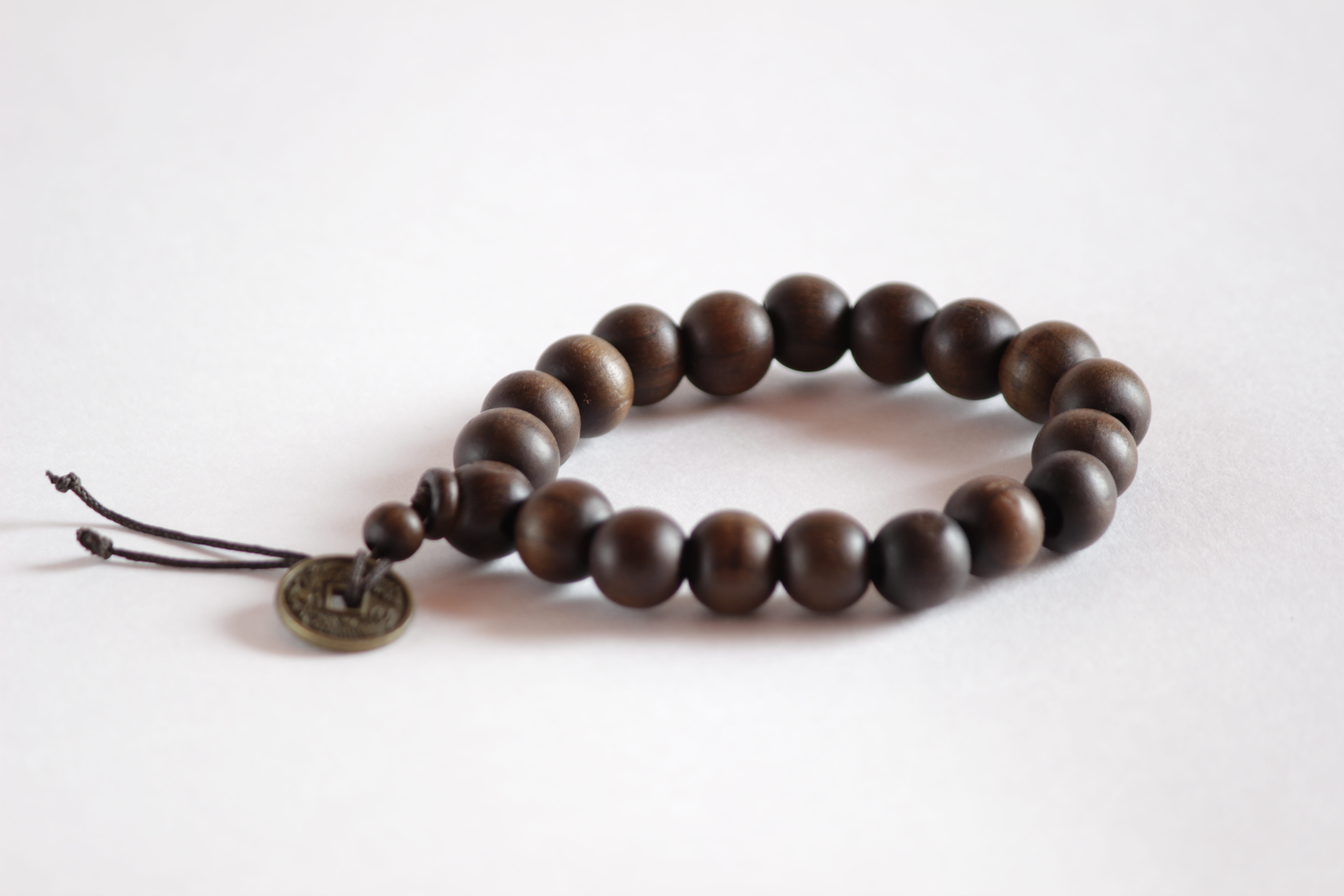
مالای ۱۸ مهره ای

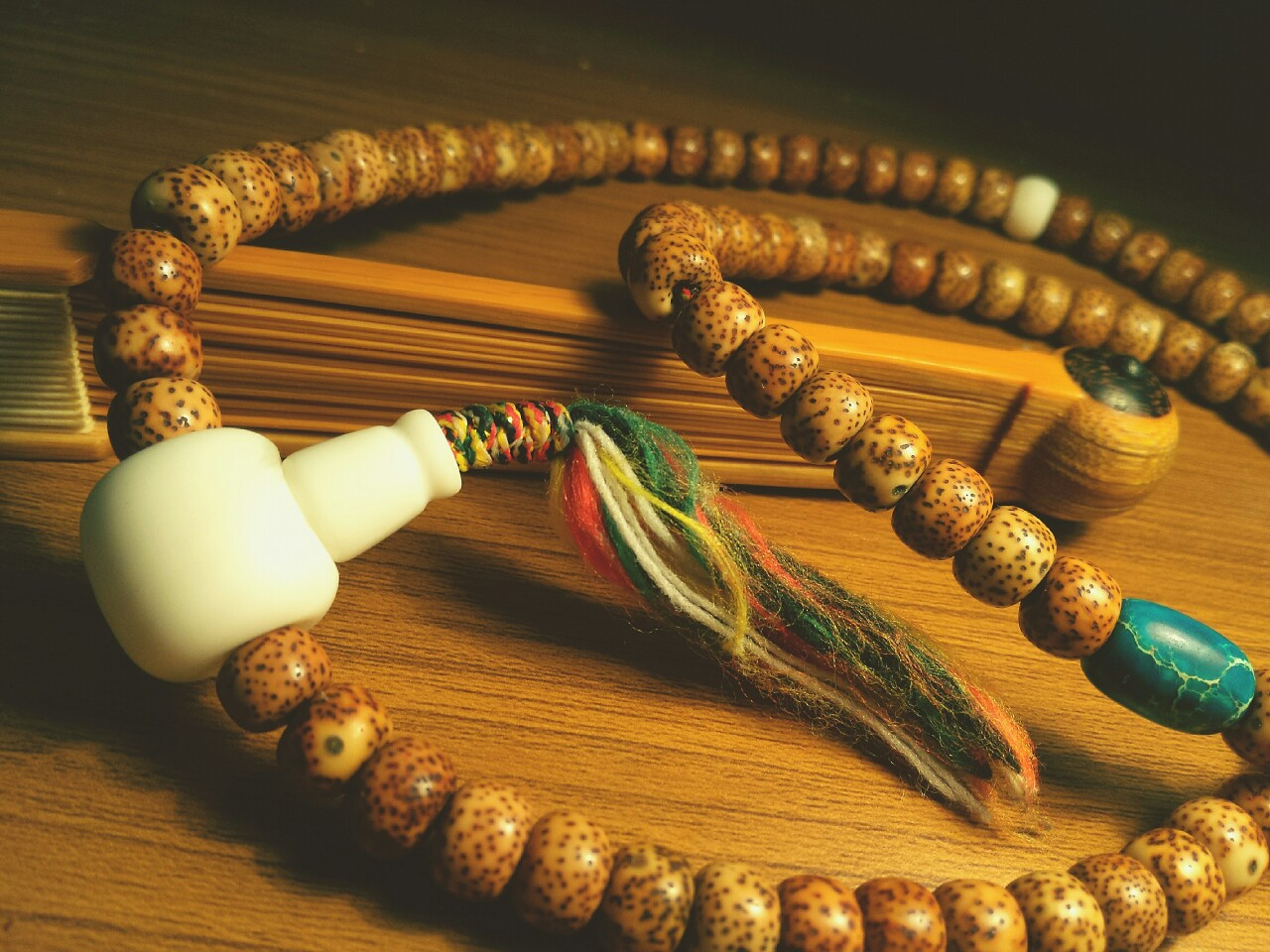
مهره‌های نماز چینی

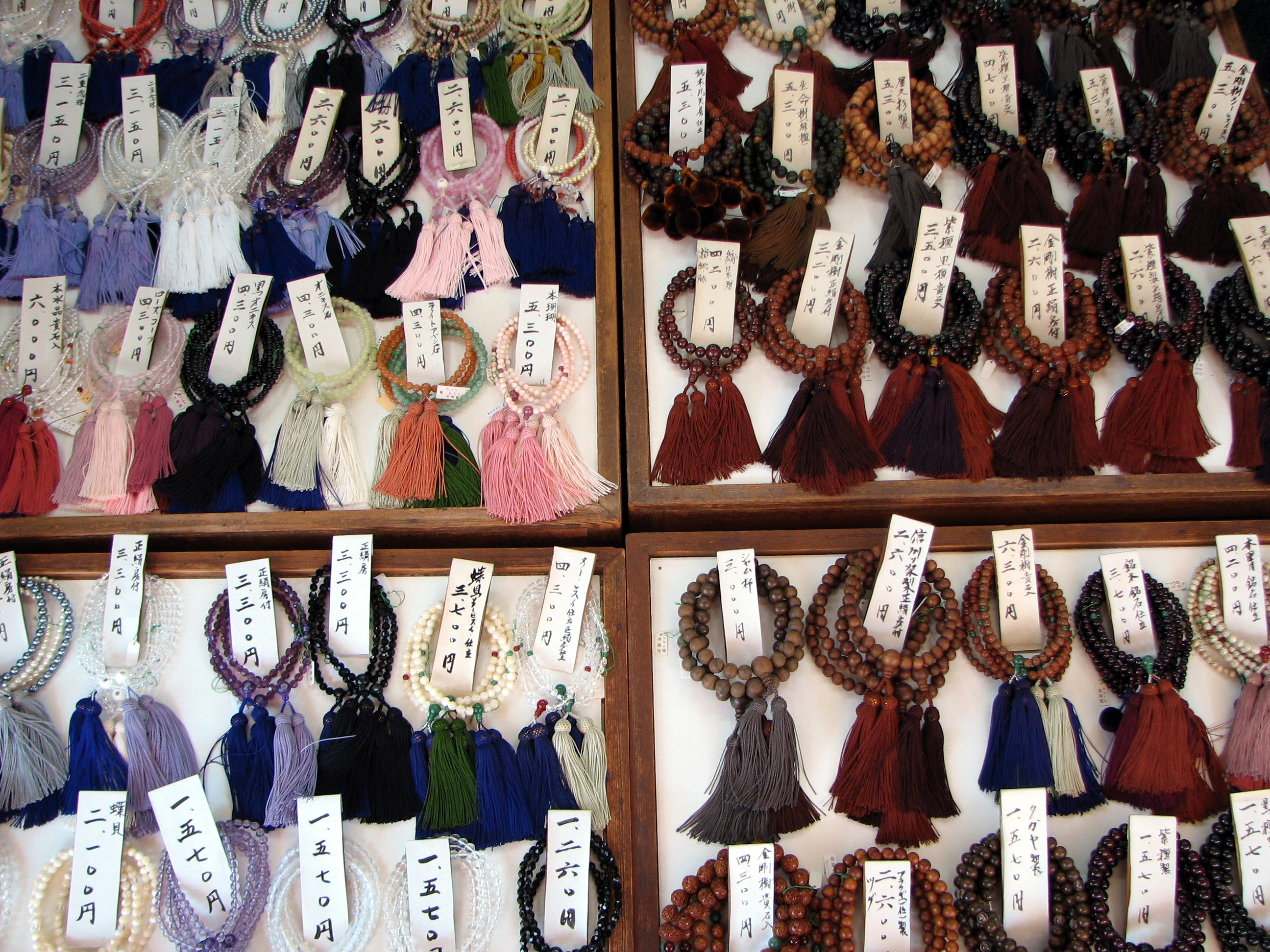
مهره‌های نیایش بودایی در یک فروشگاه Jodo Shin

مانتراها به‌طور معمول صدها یا حتی هزاران بار تکرار می‌شوند. از مالاها استفاده می‌شود تا بتوان به جای تمرکز بر شمارش تکرارهای آنها، روی معنا یا صدای مانترا تمرکز کرد.

## رسم و رسوم

### بودیسم ژاپنی

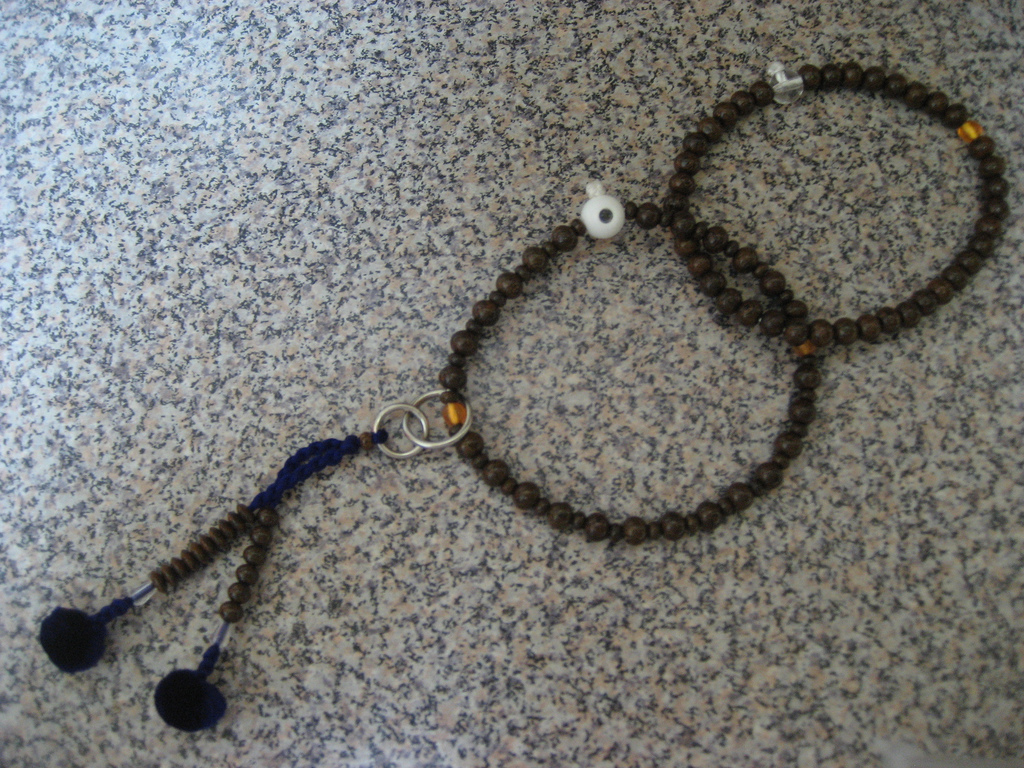
این یک نمونه از دو حلقه onenju یا از Nikka juzu استفاده شده توسط است فرقه جودو.

در بودیسم در ژاپن، دانه‌های تسبیح بودایی به عنوان اُزو (مهره‌های شمارشی) یا اُنِجو (مهره‌های اندیشه) شناخته می‌شوند. فرقه‌های مختلف بودایی در ژاپن ازو‌های مختلفی دارند و از آنها به شکلی متفاوت استفاده می‌کنند. به عنوان مثال، بودیسم شینگون، تاندای و نیچیرین بودیسم ممکن است از دانه‌های نماز طولانی‌تر با رشته‌هایی در هر دو انتهای آن استفاده کنند که مشابه آن در سرزمین اصلی آسیا است. در حین انجام خدمات فداکاری، ممکن است این مهره‌ها با هر دو دست به هم زده شود تا یک صدای سنگ زنی نرم ایجاد شود، که به نظر می‌رسد دارای اثر پاک کننده است. با این حال، در شین بودیسم، مهره‌های نماز به‌طور معمول کوتاه‌تر هستند و بر روی هر دو دست بسته می‌شوند و در کنار هم قرار ندارند.

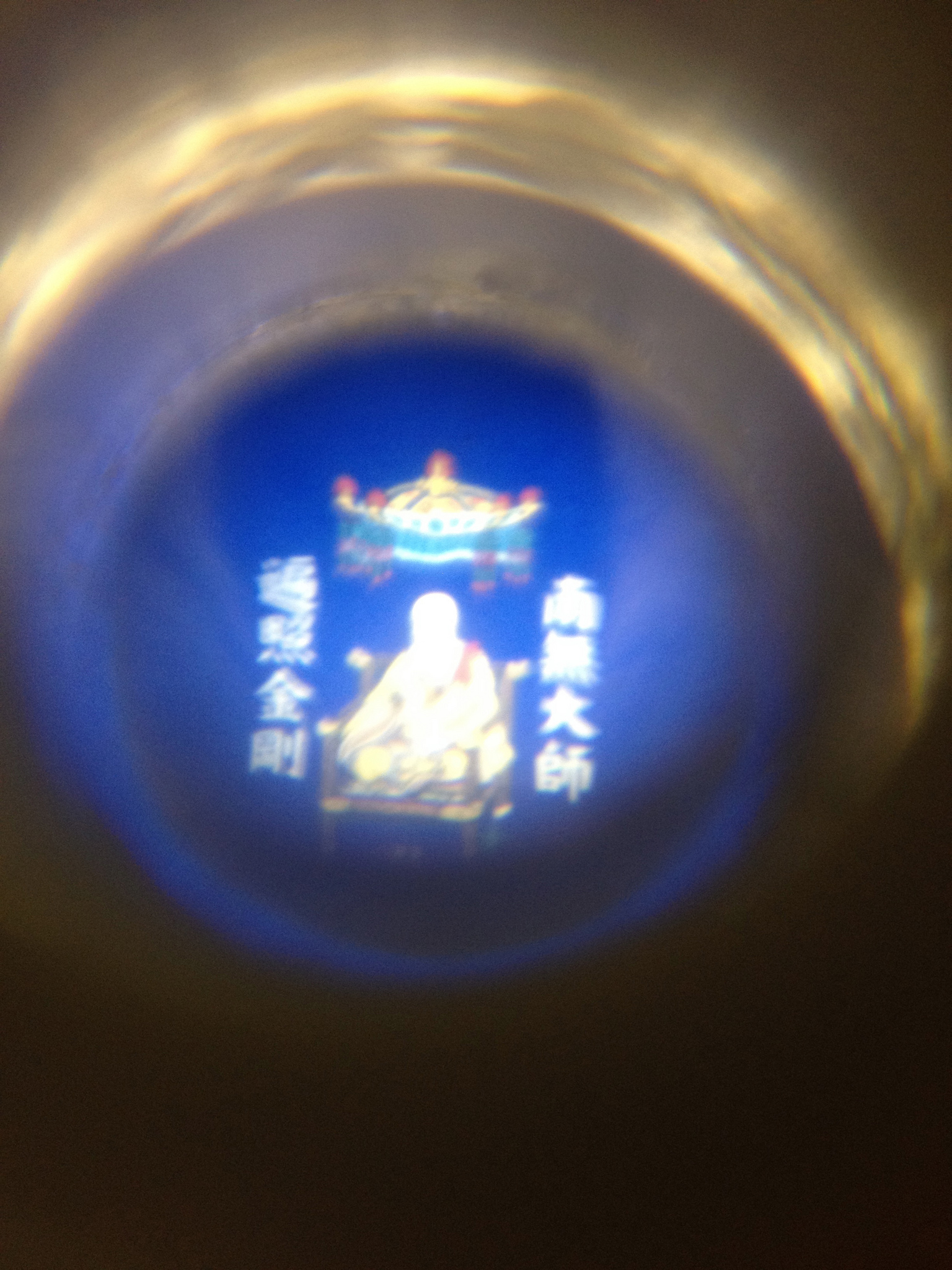
این یک مهره دعای بودایی ژاپنی است که تصویری از کوکای در داخل مهره اصلی دارد. متن در سمت چپ و راست یک مانترای متداول است که به کوکای اختصاص دارد.

### استفاده از زیبایی
در سالهای اخیر، در بین افراد غیر دینی متداول شده‌است که از مهره‌هایی به عنوان لوازم جانبی پوشیده شوند، بدون اینکه مهره‌ها هیچگونه مفهوم مذهبی داشته باشند. از زمان سلسله مینگ، هنگامی که مالاها به عنوان لوازم جانبی شیک توسط اعضای دادگاه چین مورد استفاده قرار گرفتند، شیوه‌های مشابهی دیده شده‌است.قانون تعدیل هزینه موارد استفاده از مالاها در دوره سلسله چینگ را تنظیم می‌کرد.

## یادداشت
1. ↑  (Apte 1965).
2. 1 2  Kieschnick, John (2003). The Impact of Buddhism on Chinese Material Culture (به انگلیسی). Princeton and Oxford: Princeton University Press. pp. 118–38. ISBN 0-691-09676-7.
3. ↑  "How to Use a Mala (5 Ways)". Japa Mala Beads (به انگلیسی). Retrieved 2019-11-16.
4. ↑  "Baidupedia article".